# Antoine Allemand
Antoine Allemand ou d'Alamand de Rochechinard, mort en 1493, est un religieux du XVe siècle qui fut évêque de Cahors à deux reprises et évêque de Clermont. Il est issu d'une branche des Alleman de Rochechinard, originaire du Dauphiné.

## Biographie

### Origines
Antoine Allemand ou d'Alamand de Rochechinard est issu de l'une des branches de la famille Alleman, originaire du Dauphiné,.
Il est le fils de Jean II Alleman, troisième seigneur de Rochechinard, et Margaronne de Masso. Il est le frère de Charles Allemand de Rochechinard,, chevalier de l’ordre de Saint-Jean de Jérusalem, prieur de Saint-Gilles,, et d'Aymar II, seigneur d'Eclose.

### Carrière épiscopale
Il est désigné évêque de Cahors de 1465 à 1474.
Il est transféré sur le siège de Clermont, par une bulle papale de Sixte IV, en 1475.
Il siège sous le nom d'Antoine I. Toutefois, l'année suivante, il se trouve contesté par le cardinal Charles II de Bourbon qui s'approprie l'évêché. Il demande au pape d'être démis de cette charge. Il cherche également à recouvrer son ancien siège de Cahors, qui est occupé par Guichard d'Aubusson.
Il est à nouveau désigné pour monter sur le trône épiscopal de Cahors, en 1477, et il y reste jusqu'à sa mort,. Il est également abbé commendataire de Grandmont, à la tête de l'ordre de Grandmont, à cette période,.
Antoine Allemand semble mourir entre le 14 octobre et le 4 décembre 1493.